# John Hoareau
John Hoareau (* 31. Januar 1969) ist ein seychellischer Politiker der Seychelles National Party (SNP) und später der Linyon Demokratik Seselwa (LDS), der unter anderem Mitglied der Nationalversammlung ist.

## Leben
John Hoareau begann nach dem Besuch der Polytechnic School of Humanities and Sciences ein Studium der an der School of Education and Community Studies in Mont Fleuri, welches er 1990 mit einem Diplom in Naturwissenschaftspädagogik beendete. Ein weiteres Studium der Pädagogik an der University of Sussex schloss er mit einem Bachelor of Education (B.Ed.) ab. Nach seiner Rückkehr auf die Seychellen unterrichtete er 23 Jahre lang an verschiedenen Schulen auf Mahé, La Digue und für zwei Jahre an der Salisbury School in London.
Hoareau begann sein politisches Engagement in der Nationalpartei SNP (Seychelles National Party), deren Vorstandsmitglied er 2012 wurde. Bei der Wahl vom 8. bis 10. September 2016 wurde er für die oppositionelle Demokratische Allianz/Union der Seychellen LDS (Linyon Demokratik Seselwa) im Wahlkreis „Beau Vallon“ zum Mitglied der Nationalversammlung gewählt und gehört dieser nach seiner Wiederwahl bei der Parlamentswahl am 20. /22. Oktober 2020 seither in der sechsten und siebten Legislaturperiode an. Zwischenzeitlich schloss er 2018 ein postgraduales Studium der Betriebswirtschaftslehre an der University of the West of Scotland (UWS) mit einem Master of Business Administration (M.B.A.) ab und lehrte daraufhin zudem als außerordentlicher Dozent an der Fakultät für Betriebswirtschaft der University of Seychelles. In der aktuellen Legislaturperiode der Nationalversammlung (2020 bis 2025) ist er stellvertretender Vorsitzender des Ausschusses für die Prüfung von Gesetzesentwürfen (Scrutiny of Bills Committee), Mitglied des Ausschusses für HIV/AIDS, sexuelle und reproduktive Gesundheitsrechte und übertragbare Krankheiten (Communicable Diseases, HIV/AIDS and Sexual Reproductive Health & Rights Committee) sowie Mitglied des Ausschusses für Ernährungssicherheit und nachhaltige Entwicklung (Food Security & Sustainable Development Committee).

## Weblink
- Hon. John Hoareau. In: Homepage der Nationalversammlung. Abgerufen am 17. Dezember 2024 (englisch).